# باول مينر
باول مينر (بالإنجليزية: Paul Miner)‏ هو ملحن وموسيقي ومنتج أسطوانات أمريكي، ولد في 4 ديسمبر 1976.